# كنيسة سان سولبيس
كنيسة سان سولبيس في باريس  هي كنيسة تقع في باريس ذكرت في رواية شيفرة دافنشي حيث يروى ان الحجر المفتاح مخبئ بداخلها.

بدأت الأشغال في هذه الكنيسة سنة 1646 وانتهت سنة 1870. تنتمي هذه الكنيسة إلى الكنيسة الرومانية الكاثوليكية وترجع بالنظر إلى أبرشية باريس.
 وتقع الكنيسة في الدائرة السادسة في باريس عاصمة فرنسا.
وصنفت هذه الكنيسة مؤخراً حسب القانون الفرنسي بأنها من ضمن (الصروح التاريخية Monument historique [الفرنسية]) وبذلك صارت حسب القانون الفرنسي بناية يجري الحفاظ عليها بصفتها شاهداً على فترة تاريخية مهمة.
بعد الثورة الفرنسية عام 1793 جرى اعتبار هذه الكنيسة كـ( معبد العقل) أو كما يقولون بالفرنسية Temple de la raison [الفرنسية]، حيث شاع في فرنسا وقتها نوع جديد من التدين الذي كان ربما يبغون جعله بديلاً للمسيحية.
وفي تلك الفترة بالذات قام الفيزياوي الفرنسي كلود شاب Claude Chappe [الفرنسية] بنصب تلغراف بصري في كل برج من أبراج هذه الكنيسة.
وتزوج في هذه الكنيسة عدد من المشاهير مثل فيكتور هوغو.

## أعلام
- لويز إليزابيث من أورليانز
- لويز إليزابيث دي بوربون
- مونتسكيو